# أندي كير (سياسي)
أندي كير (بالإنجليزية: Andy Kerr)‏ هو سياسي أمريكي، ولد في 21 أكتوبر 1968. حزبياً، نشط في الحزب الديمقراطي. وقد انتخب عضو مجلس نواب كولورادو.